# Мъпет Шоу
„Мъпет Шоу“ (на английски: The Muppet Show), Кукленото шоу е американски куклен сериал, замислен и изпълнен от Джим Хенсън и неговия екип от 1976 до 1981 г. в духа на политическо вариете.
Сред главните му герои са: Жабокът Кърмит, Мис Пиги, Мечокът Фози, Скутър, Гонзо, барабанистът Животното, старците в ложата (Статлър и Уолдорф) и други.
Шоуто е известно със своя брутален, шутовски и понякога абсурден хумор, и по-специално с кукленските герои, които често създават шеговити пародии. Във всяка серия участва и по една известна личност. След като шоуто става популярно, много знаменитости изявяват желание да бъдат гости на шоуто. До края на съществуването му повече от 100 известни личности се появяват в Мъпет Шоу. То е номинирано общо 11 пъти от Британска академия за филмово и телевизионно изкуство, като печели 2 пъти, а 21 пъти - за наградата Еми (награда), която печели 4 пъти.

## В България
В България поредицата се излъчва през 80-те години по Първа програма на Българската телевизия в рамките на предаването „Всяка неделя“ с български дублаж. В него участват Ива Апостолова в ролята на Мис Пиги, Тамара Войс, Димитър Дупаринов, Георги Коцев и други.